# Mahina (Französisch-Polynesien)

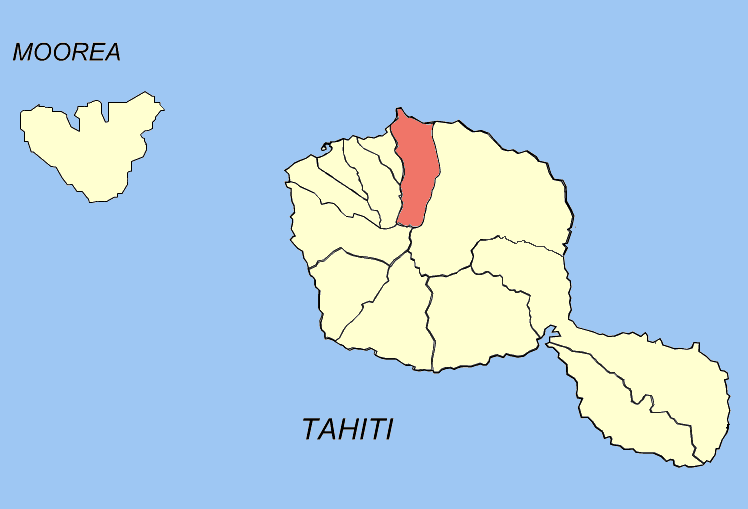
Lage der Gemeinde Mahina

Mahina ist eine Gemeinde mit 14.623 Einwohnern (2022) auf der Insel Tahiti in Französisch-Polynesien. Sie hat eine Fläche von 52 km² und ist die nördlichste der zwölf Gemeinden auf der Insel. Der Mont Orohena in der Gemarkung ist der höchste Berg von Tahiti und ganz Französisch-Polynesien mit einer Höhe von 2241 Metern. Die Hauptstadt von Tahiti, Papeete, liegt etwa 10 km westlich von Mahina.

## Sehenswürdigkeiten
- Pointe Vénus: Kap mit einem Leuchtturm, das als erster europäischer Landeplatz auf Tahiti bekannt ist.